# Тагути, Тайси
Тайси Тагути (яп. 田口 泰士, род. 16 марта 1991, Окинава) — японский футболист, полузащитник клуба «ДЖЕФ Юнайтед Итихара Тиба».

## Клубная карьера
На протяжении своей футбольной карьеры выступал за клубы «Нагоя Грампус», «Джубило Ивата» и «ДЖЕФ Юнайтед Итихара Тиба».

## Карьера в сборной
В 2014 году сыграл за национальную сборную Японии три матча.